# Festuca gracilior
Festuca gracilior là một loài thực vật có hoa trong họ Hòa thảo. Loài này được (Hack.) Markgr.-Dann. mô tả khoa học đầu tiên năm 1978.